# Cheonsa-yeo angnyeoga doera
Cheonsa-yeo angnyeoga doera (천사여 악녀가 되라?), noto anche con i titoli internazionali Be a Wicked Woman e Angel, Become an Evil Woman, è un film del 1990 scritto e diretto da Kim Ki-young.

## Trama
Due donne, Choi Yeo-jung e Jeong Dong-sik, sono stanche dei tradimenti a cui i rispettivi mariti le sottopongono. Decidono così di vendicarsi, compiendo un assassinio sul modello di Delitto per delitto: l'una avrebbe dovuto uccidere il marito dell'altra; ben presto, capiscono però che mettere in atto il piano nella realtà non è facile come avevano pensato.

## Distribuzione
In Corea del Sud la pellicola è stata distribuita a livello nazionale dalla Yuseong Film, a partire dal 28 settembre 1990.